# Афонсу Енрікеш (стадіон)
Стадіон Афонсу Енрікеша (порт. Estádio D. Afonso Henriques, МФА: [ʃ.ˈta.di.u . ɐ.ˈfõ.su ẽ.ˈɾi.kɨʃ]) — стадіон у Португалії, місті Гімарайнш. Названий на честь першого португальського короля Афонсу І (Афонсу Енрікеша). Збудований у 1965 році. Реконструйований до Чемпіонату Європи з футболу 2004. Першим матчем, проведеним після реконструкції стала зустріч 25 липня 2003 року між місцевим клубом «Віторією» та німецьким «Кайзерслаутерном». Вміщує 30 146 глядачів, 452 з яких — VIP-місця і 120 призначені для ЗМІ. Східна, північна та західна трибуни складаються з двох ярусів та з'єднані між собою, утворюючи єдине напівкільце, південна — має також два яруси, проте за висотою перевищує інші три трибуни. Домашній стадіон місцевого футбольного клубу «Віторії».

## Євро-2004
Під час Чемпіонату Європи з футболу 2004 стадіон приймав два групових матчі за участю збірних команд Данії, Італії та Болгарії:
| Дата      | Матч              | Рахунок | Раунд          |
| --------- | ----------------- | ------- | -------------- |
| 14 червня | Данія — Італія    | 0:0     | Матч групи «C» |
| 22 червня | Італія — Болгарія | 2:1     | Матч групи «C» |

## Важливі події
У 2006 у рамках молодіжного чемпіонату Європи (U-21), що проходив на півночі Португалії, стадіон приймав два матчі:
- 25 травня 2006 — між командами Франції і Німеччини, де перемогу з рахунком 3:0 святкували французи[5];
- 28 травня 2006 — між командами Німеччини і Португалії, де перемогу з рахунком 1:0 святкували господарі турніру[6].

## Галерея зображень

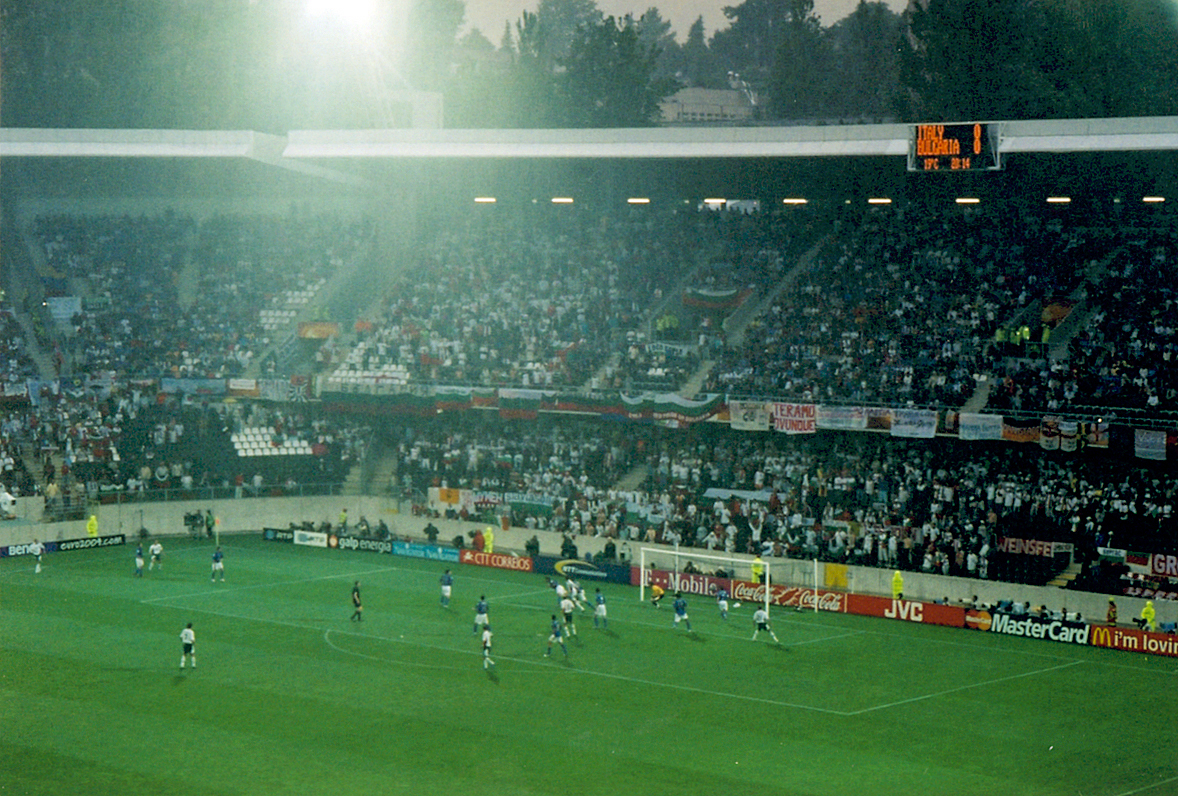
Стадіон під час гри між збірними Італії та Болгарії